# Элидо-эретрийская школа
Элидо-эретрийская школа — одна из философских школ в Древней Греции, продолжила линию школы из Элиды, основанной Федоном и перенесённую в Эретрию его учеником Менедемом. Менедем из Эретрии и Асклепиад, учившиеся у учеников Федона Анхипила и Мосха, а также у мегарского диалектика Стильпона, перенесли школу Федона из Элиды в Эретрию, отсюда её двойное название.
Школа прекратила существование вскоре после смерти Менедема (III в. до н. э.), поэтому очень мало известно о её положениях. Федон был учеником Сократа, и Платон называет в его честь один из диалогов («Федон»), но из диалога невозможно усмотреть его доктрину. Менедем был учеником Стильпона перед тем, как стал учеником Федона; в поздние времена, воззрения его школы часто связывают с Мегарской школой. Другом и коллегой Менедема в Эретрийской школе был Асклепиад из Флиунта.
Также как мегарики, они верили в индивидуальность «Добра», отрицали множественность добродетели и любую разницу между Добром и Истиной. Цицерон говорит, что они сосредотачивали всё доброе в разуме и в остроте ума, который распознаёт истину. Они не допускали, что истину можно вывести из категорически отрицательных суждений и принимали только позитивные суждения, и из них только простые.